# 3인의 약혼녀
《3인의 약혼녀》(영어: Worth Winning)는 미국에서 제작된 윌 매켄지 감독의 1989년 로맨틱 코미디 영화이다. 마크 하먼, 매들린 스토, 레슬리 앤 워런 등이 출연하였고, 길 프리슨 등이 제작에 참여하였다.

## 출연
- 마크 하먼
- 매들린 스토
- 레슬리 앤 워런
- 마리아 홀보이

## 기타 제작진
- 협력 제작: 닐 코니그스버그, 웬디 도조레츠
- 배역: 월리스 니시타
- 미술: 릴리 킬버트
- 의상: 로버트 블랙먼